# Фурсенко, Александр Александрович
Алекса́ндр Алекса́ндрович Фу́рсенко (11 ноября 1927, Ленинград — 30 июня 2008, Москва) — советский и российский историк. Доктор исторических наук, академик АН СССР (1990) и академик РАН (1991).
Первый среди российских учёных послевоенного поколения заложил основы серьёзного академического изучения истории США. По выражению американского историка Роберта Бирнса, «один из самых компетентных советских специалистов по истории США в двадцатом столетии».

## Биография
В 1946 году после окончания школы поступил на исторический факультет Ленинградского государственного университета. Специализировался на вновь созданной кафедре истории международных отношений, которую возглавлял известный учёный профессор Н. П. Полетика. Но несмотря на то, что формально студент Фурсенко проводил исследования под руководством Полетики, своим подлинным научным руководителем он считал профессора Б. А. Романова. В 1951 году Фурсенко окончил университет, защитив дипломную работу, посвящённую дальневосточной политике в XIX веке. В том же году он поступил в аспирантуру Ленинградского отделения Института истории АН СССР, где продолжал исследовательскую работу уже под непосредственным руководством Романова. Кандидат исторических наук (1954, диссертация «Экспансия американского империализма в Китае в 1895—1900 гг.»), доктор исторических наук (1966, за монографию «Нефтяные тресты и мировая политика (1880-е гг. — 1918 г.)»).
Работал младшим, старшим, главным научным сотрудником, с 1988 года — заведующий отделом всеобщей истории Ленинградского отделения Института истории СССР АН СССР (сменил на этом посту В. И. Рутенбурга).
С 23 декабря 1987 года — член-корреспондент АН СССР, с 15 декабря 1990 — академик. В 1996—2002 годах — член Президиума РАН, академик-секретарь Отделения истории.
Член исполкома Международной ассоциации экономической истории как представитель России (1986—1998). С 1999 года — член Европейской Академии (Academia Europaea). Член комиссии по правам человека при Администрации Санкт-Петербурга. Читал лекции в зарубежных университетах.
Автор фундаментальных работ в области истории США, международных отношений и внешнеэкономической политики России. Является автором и редактором следующих трудов: «История США», «История внешней политики и дипломатии США» (1994), «Становление американского государства» (1992), «Словарь американской истории» (1997). Документированная история Карибского кризиса («One Hell of a Gamble: Khrushev, Castro and Kennedy, 1958—1964»), написанная им в соавторстве с американским исследователем Т. Нафтали, стала бестселлером в США и выдержала два издания в России.

## Семья
- Отец — Александр Васильевич Фурсенко (1903—1975), член-корреспондент АН БССР, специалист в области палеонтологии и нефтяной геологии[3].
- Сыновья:
  - Андрей Александрович (род. 1949) — доктор физико-математических наук, министр образования и науки РФ (2004—2012);
  - Сергей Александрович (род. 1954) — генеральный директор компании «Лентрансгаз» (2003—2008), президент Российского футбольного союза (2010—2012).

## Награды
- Орден «За заслуги перед Отечеством» III степени (12 ноября 2007) — за выдающийся вклад в развитие отечественной гуманитарной науки и многолетнюю плодотворную деятельность[4]
- Орден Почёта (10 декабря 1998) — за заслуги перед государством, высокие достижения в производственной деятельности и большой вклад в укрепление дружбы и сотрудничества между народами[5]
- Duke of Westminster medal for military history (2007) — за книгу Khrushchev’s Cold War: The Inside Story of An American Adversary (New York: Norton, 2006, в соавторстве с Тимоти Нафтали), которая была признана Royal United Services Institute for Defence and Security Studies (RUSI) лучшей книгой года по военной истории.

## Основные работы
- Борьба за раздел Китая и американская доктрина открытых дверей (1895—1900). М. — Л., 1956;
- Американская буржуазная революция XVIII в. М. — Л., 1960;
- Нефтяные тресты и мировая политика. 1880-е гг. — 1918 г. М. — Л., 1965;
- Династия Рокфеллеров / АН СССР. Ин-т истории. Ленингр. отд-ние. — 2-е изд., доп. — Л. : Наука. Ленингр. отд-ние, 1970. — 488 с., 12 л. ил.
- Критическое десятилетие Америки. Л., 1974;
- Американская революция и образование США. М., 1978;
- Нефтяные войны (конец XIX — начало XX вв.). Л., 1985 (в сер. «История и современность»);
- Президенты и политика США. 70-е годы. М., 1989;
- «Становление американского государства» (1992);
- «История внешней политики и дипломатии США, 1775—1877» (1994);
- Словарь американской истории с колониальных времён до Первой мировой войны. СПб., 1997 (редактор);
- One Hell of a Gamble. Khrushchev, Castro, Kennedy and the Cuban Missile Crisis, 1958—1964: The Secret History of the Cuban Missile Crisis. N. Y., 1997; London, 1997;
  - на русск. яз. под загл. Адская игра: секретная история карибского кризиса (1958—1964). М., 1999 (совм. с Т. Нафтали);
- Безумный риск: секретная история Кубинского ракетного кризиса 1962 года. М., 2006 (в соавт. с Т. Нафтали; 2-е изд. 2016, 3-е изд. 2018);
- «Россия и международные кризисы. Середина XX века» (2006);
- Александр Фурсенко, Тимоти Нафтали «Холодная война» Хрущёва: тайная история противника Америки / [Пер. с англ. В. Т. Веденеевой, О. Р. Щелоковой]. — М. : РОССПЭН, 2018. — 733, [1] с., [8] л. ил., портр. : портр. ISBN 978-5-8243-2294-1